# スプモーネ

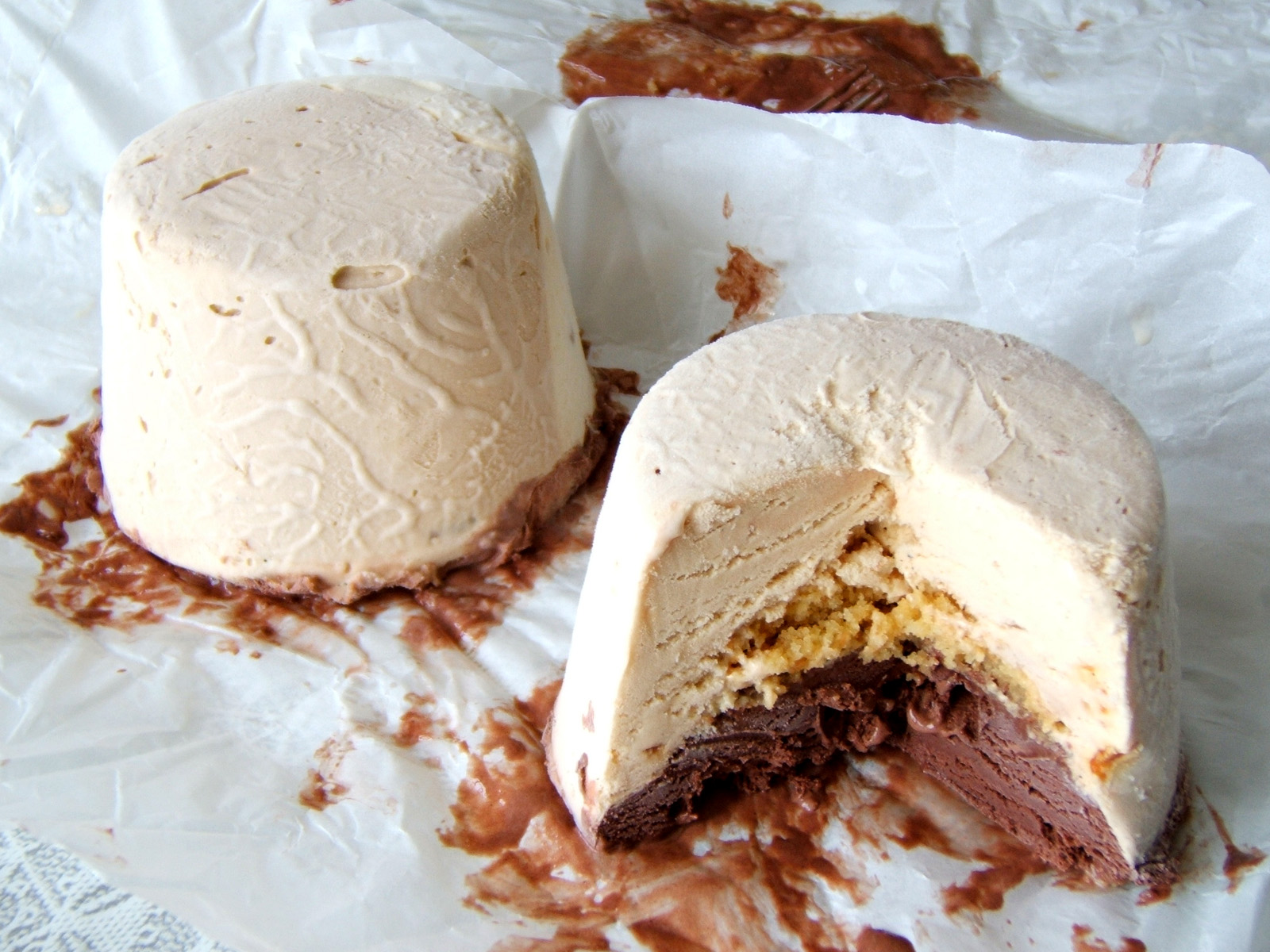
チョコレート風味のアイスクリームとヘーゼルナッツの入ったスプモーネ

スプモーネ（イタリア語: Spumone、複数形はSpumoni スプモーニ、spumaは「泡立つ」を意味する）はイタリアの氷菓である。スプモーネは異なる色・風味のアイスクリームを成型した後重ねて作り、通常果物の砂糖漬けやナッツを加えて作成する。
一般的なスプモーネでは3つの風味のアイスクリームを使用し、アイスクリーム間に果物やナッツの層を作って重ねる。アイスクリームの層はホイップクリームと混ぜ合わせることも多い。一般的に用いられるアイスクリームの風味はサクランボ、ピスタチオ、チョコレート、ヴァニラなどであり、伝統的に赤（もしくはピンク）、緑、茶色の色の組み合わせで作成することが多いため、果物やナッツの層にはサクランボの小片を加える事が多い。スプモーネはイタリアのほか、アメリカ合衆国やアルゼンチンのようなイタリア系移民の多い国で人気のある菓子である。アメリカ合衆国ではスプモーニの名で親しまれており、8月21日はスプモーニの日（National Spumoni Day）となっている。カナダでは11月13日がスプモーニの日となっている。